# El Raspeig
El Raspeig va ser el nom que va rebre Sant Vicent del Raspeig des dels seus primers assentaments al segle XV fins a 1812. El Raspeig va pertànyer diversos segles a la ciutat d'Alacant, però al segle xviii van començar a generar-se les primeres reclamacions veïnals en honor de major autonomia municipal. El Raspeig va pertànyer a Alacant majorment sota la fórmula administrativa de partida rural, si bé, també va obtindre altres rangs com el de carrer, caseriu o barri.

## Història del Raspeig
El Raspeig va ser terra destinada al sector agrari (regadius, hortes, almàsseres…). El caràcter de lloc de pas i alhora encreuament de camins de les terres del Raspeig ha marcat el seu desenvolupament històric al llarg de segles. S'hi trobaven camins naturals que arribaven des del Vinalopó, molt probablement utilitzats ja des de l'època prehistòrica, des de la Foia de Castalla a través de l'Estret Roig, o des de la conca del riu Montnegre, i tots ells necessàriament havien de recórrer les terres santvicenteres a la recerca d'una eixida al mar. Els seus primers nuclis urbans habitats, al segle xv, van haver de sorgir a l'empara d'aquestes rutes, doncs no era possible trobar altres condicionants, fonamentalment econòmics, que pogueren exercir de factor d'atracció per al poblament, excepte els regadius i hortes. Des del segle xvii, almenys, es documenta l'existència en diferents protocols notarials dels primers nuclis de població habitats al Raspeig. Aquests nuclis de població van ser el Pla de l'Olivera i el Raspeig.
El Pla de l'Olivera no va existir políticament; es va citar en la documentació administrativa però no en els veïnats i els seus habitants es van anotar en la llista del Raspeig. En els protocols notarials relatius als habitants, s'observa que van esguellar-se parts xicotetes de territori (el més significatiu va ser el de Boqueres), de manera que va quedar reduïda la partida a la superfície circumdant a l'ermita del Carme, esmentada per José Montesinos l'any 1795.
El Raspeig era el nom de l'antiga partida que donava nom al que hui coneixem com Sant Vicent del Raspeig. La primera aparició documentada segueix sent la notació en el mapa de l'enginyer Giovanni Battista Antonelli, de finals del segle xvi, amb motiu de la construcció del pantà de Tibi. De la mateixa època pot localitzar-se, en l'Arxiu del Regne de València, el cens de 1604 corresponent a l'impost del morabatí al Raspeig amb una llista escassa de caps contribuents.
Aquesta partida d'àmplia extensió era una zona de pas entre les serres de l'interior i la ciutat d'Alacant. Alfons X el Savi va atorgar a la ciutat d'Alacant, després de la seua conquesta a mitjan segle XIII i la seua incorporació a la corona de Castella, els termes d'Agost, Montfort, Novelda, Asp, Busot i Aigües, a més d'altres partides rurals que formaven part de l'Alacantí, com el Raspeig, l'Alcoraia, Moralet, Verdegàs, etc. Posteriorment, la ciutat d'Alacant i el seu ampli terme passarien a la Corona d'Aragó per la Sentència Arbitral de Torrellas (1304).

### La remodelació d'ermita a parròquia
Al segle XVIII, es va procedir a una important remodelació de l'ermita amb la seua conversió en parròquia. En aquesta remodelació, també es va decidir que la parròquia ja no s'anomenaria Sant Ponç, sinó que canviaria el seu nom pel de Sant Vicent Ferrer, a causa de la creença popular (fonts orals no contrastades documentalment) que Vicent Ferrer va donar una missa en l'ermita en 1411.

### La parròquia va propiciar l'urbanisme
Aquesta remodelació de la parròquia va atraure la construcció de diverses cases al seu voltant, es van conformar diversos carrers i, per tant, concentració de població i necessitat de proveïment (aigua, forn de pa, mestre, etc), per la qual cosa la ciutat d'Alacant va augmentar de rang al Raspeig. En un primer moment, ho va fer al rang de carrer perifèric d'Alacant i finalment li va atorgar el de caseriu. Els habitants del Raspeig van adquirir sentit d'unitat, principalment pel fet de celebrar reeixidament any rere any les festes patronals en honor del pare Vicent. El concepte Sant Vicent va calar com a identitat social; ja no només eren la parròquia i les cases que es construïen al seu voltant motius d'identitat pròpia, sinó les festes que tots celebraven.

### Segregació d'Alacant
Després d'un dilatat procés segregacionista en el qual no tots els veïns volien independitzar-se d'Alacant, finalment es va aconseguir consens. En 1812, a pesar de l'intent fallit d'Alacant de seguir augmentant l'autonomia del Raspeig amb l'atorgament del rang de llogaret, el caseriu es va convertir en poble independent sota el nom de Sant Vicent del Raspeig amb alcalde constitucional gràcies a l'empara de la Pepa. Amb aquesta decisió, el Raspeig deixava d'existir com a territori que donava nom a les partides del nord d'Alacant, i Sant Vicent del Raspeig es convertia per primera vegada en nom oficial. Va durar poc aquesta independència, però en 1848 es va produir la definitiva.

## Actual Partida Raspeig
Actualment existeix la partida Raspeig, dins del terme municipal de Sant Vicent del Raspeig. Coincideix l'actual partida santvicentera amb el que va ser el territori històric del Raspeig, el qual va donar nom a tot un territori de partides i hortes, que va donar lloc a Sant Vicent del Raspeig.